# 포핀Q
《포핀Q》(ポッピンQ)는 도에이 애니메이션에서 2016년 12월 23일에 공개할 예정인 애니메이션 영화 작품이다.

## 스토리
중학교 졸업을 목전에 둔 5명의 소녀들이 만들어내는 청춘 스토리에서 음악과 댄스를 기축으로 이야기를 전개한다.

## 등장인물
코미나토 이스미(小湊伊純)
목소리 - 세토 아사미
육상부에 소속한 중학교 3학년생.
오오미치 아사히(大道あさひ)
목소리 - 오자와 아리
무술을 즐기는 착실한 중학교 3학년생.
츠쿠이 사키(都久井沙紀)
목소리 - 쿠로사와 토모요
검은 스타킹을 입고 춤이 특기인 중학교 3학년생.
히오카 아오이(日岡蒼)
목소리 - 이자와 시오리
감정에 휩쓸리지 않고, 학업이 우수하며 항상 냉정한 중학교 3학년생.
토모다테 코나츠(友立小夏)種﨑敦美）
목소리 - 타네자키 아츠미
안경을 쓰고 언제나 미소지으며 피아노가 특기인 중학교 3학년생.
포콘(ポコン)
목소리 - 타가미 마리나
루치아(ルチア)
목소리 - 이시하라 카오리
다렌(ダレン)
목소리 - 혼도 카에데
타도나(タドナ)
목소리 - Ｍ・Ａ・Ｏ
루피이(ルピイ)
목소리 - 아라이 사토미

## 웹 라디오
3월 27일부터 인터넷 라디오 스테이션 「온센」에서 방송되고 있다. 퍼스널리티는 세토 아사미, 오자와 아리, 쿠로사와 토모요가 담당한다.